# Aminagar Sarai
Aminagar Sarai là một thị xã và là một nagar panchayat của quận Baghpat thuộc bang Uttar Pradesh, Ấn Độ.

## Nhân khẩu
Theo điều tra dân số năm 2001 của Ấn Độ, Aminagar Sarai có dân số 10.114 người. Phái nam chiếm 52% tổng số dân và phái nữ chiếm 48%. Aminagar Sarai có tỷ lệ 59% biết đọc biết viết, thấp hơn tỷ lệ trung bình toàn quốc là 59,5%: tỷ lệ cho phái nam là 69%, và tỷ lệ cho phái nữ là 48%. Tại Aminagar Sarai, 17% dân số nhỏ hơn 6 tuổi.